# Gustaf Cavalli (apotekare)
Gustaf Cavalli, född	den 24 februari 1849 i Kungälv, Bohuslän, död den 30 december 1926 i Skövde, Västergötland, var en svensk apotekare, men också en samlare av stora mått. 
År 1897 sålde Cavalli sin apoteksverksamhet för att på heltid ägna sig åt sitt samlande, i första hand numismatik. Han hade bland annat Sveriges största samling plåtmynt. Samlingen av plåtmynt bestod av drygt 3.000 mynt. Hans myntsamling omfattade också omkring 15.000 småmynt. 1909 tröttande han på myntsamlandet och beslöt sig för att sälja samlingen. Plåtmynten såldes bland annat till Kungl. Myntkabinettet. Största delen av samlingen finns dock på Avesta Myntmuseum. Övriga samlingar omfattade bland annat stålpennor, frimärken, knappar, snäckor, tidningar, mineraler, tändsticksaskar m.m.
Cavalli var riddare av Nordstjärneorden. Han var gift med Hilda Cavalli.